# Втеча (фільм, 1988)
«Втеча» (рос. «Побег») — радянський двосерійний телефільм 1988 року, знятий режисером Володимиром Геллером на Ленінградському телебаченні.

## Сюжет
За мотивами роману Лейфа Пандуро «Датчанин Ферн». Показано життя людини, яка втратила пам'ять після автомобільної аварії. Людина ніби народжується наново. Але нове життя не приносить герою щастя. Прекрасно вихований, із гарними манерами, він запитує свого друга: «Якою я був людиною?». І отримує відповідь: «Ти був гірким пияком». Усі спроби героя налагодити контакт із навколишнім світом закінчуються крахом.

## У ролях
- Олександр Романцов — Мартін Ферн
- Галина Гудова — Ліза, медсестра
- Віктор Михайлов — доктор Ебессон
- Віра Височина — Ліллі
- Олег Леваков — Томас, чоловік Ліллі
- Олена Кондулайнен — Еллінор Ферн
- Олена Ларіонова — Гудрун
- Іван Латишев — Рональд
- Михайло Девяткін — старий
- Тетяна Тарасова — фру Хансен
- Катя Добрякова — Ліна Ферн
- Людмила Жукова — Магда
- Галина Нікуліна — Камма
- Георгій Тейх — батько
- Валентина Єгорєнкова — мати Рональда
- Анатолій Семенов — старий «приятель»
- Лариса Сорока — господиня квіткового магазину
- Тетяна Яковлєва — продавчиня
- Євген Соляков — власник тютюнової крамниці
- Сергій Жукович — роль другого плану
- Віктор Бичков — епізод

## Знімальна група
- Режисер — Володимир Геллер
- Сценарист — Володимир Геллер
- Оператор — В'ячеслав Булаєнко
- Композитор — Сергій Курьохін
- Художник — Олександр Євграфов